# Templo de Zeus Sosípolis
El Templo de Zeus Sosípolis fue un antiguo templo griego dedicado a Zeus Sosípolis en la ciudad de Magnesia del Meandro, en Asia Menor, Turquía. Estaba situado en el centro de la parte sur del ágora de la ciudad.
Fue construido en el período helenístico en torno al 221-180 a. C. Se considera que su arquitecto fue Hermógenes de Priene, quien también diseñó el Templo de Artemisa Leucofriene en Magnesia del Meandro.
Se construyó sobre un crepidoma de cinco niveles, que medía aproximadamente 7,4 × 15,8 m. El edificio del templo era de estilo jónico. Excepcionalmente, su entrada principal se encontraba en el extremo occidental, similar a la del templo de Artemisa Leucofriene y el Templo de Artemisa en Éfeso, entre otros. El templo era tetrástilo-próstilo en el extremo oeste y dístilo in antis en el extremo este. En el interior se encontraban los habituales pronaos, naos y opistodomos. Sin embargo, el pronaos era excepcionalmente profundo, casi tan grande como el naos. El naos contenía una estatua de culto a Zeus, grande para su tamaño.
El extremo occidental del templo ha sido restaurado por el Museo de Pérgamo de Berlín. Por lo demás, los restos del templo vuelven a estar bajo tierra. Las ruinas aún se encontraban en relativo buen estado cuando se excavaron originalmente a finales del siglo XIX, pero los lugareños quemaron los mármoles para convertirlos en cal tras las excavaciones.